# Talons de San Antonio
Stade
Champion 2003 et 2007
Les Talons de San Antonio (en anglais : San Antonio Talons) sont une franchise américaine de football américain en salle basée à San Antonio, dans l'État du Texas. L'équipe, créée en 2000, est membre de l'arenafootball2 et joue dans le BOK Center depuis 2008.

## Histoire
Le 21 septembre 2011, le président de la franchise Paul Ross, annonce le changement de ville de la franchise des Talons de Tulsa déménageant à San Antonio du fait d'un manque de popularité et de spectateurs.

## Saison par saison
| Saison | Vic. | Déf. | Nuls | Class.            | En playoffs                |
| 2000   | 9    | 7    | 0    | 3e AC             | Défaite au 1er tour        |
| 2001   | 13   | 3    | 0    | 2e NC Midwest     | Défaite au 1er tour        |
| 2002   | 14   | 2    | 0    | 1re NC Central    | Défaite en NC Semifinal    |
| 2003   | 13   | 3    | 0    | 1re NC Central    | Victoire à l'ArenaCup IV   |
| 2004   | 13   | 3    | 0    | 1re NC Southwest  | Défaite en NC Championship |
| 2005   | 11   | 5    | 0    | 1re NC West       | Défaite en NC Semifinal    |
| 2006   | 11   | 5    | 0    | 1re NC Midwest    | Défaite en NC Semifinal    |
| 2007   | 14   | 2    | 0    | 1re NC Central    | Victoire à l'ArenaCup VIII |
| 2008   | --   | --   | --   | --                | --                         |
| Total  | 106  | 36   | 0    | (inclus playoffs) | (inclus playoffs)          |